# Colostygia pyrenaeata
Colostygia pyrenaeata là một loài bướm đêm trong họ Geometridae.